# Tony Awards 1975
Die Verleihung der 29. Tony Awards 1975 (29th Annual Tony Awards) fand am 20. April 1975 im Winter Garden Theatre in New York City statt. Moderatoren, Laudatoren und Darsteller der Veranstaltung waren Larry Blyden, George S. Irving, Larry Kert, Carol Lawrence, Michele Lee, Bernadette Peters und Bobby Van. Ausgezeichnet wurden Theaterstücke und Musicals der Saison 1974/75, die am Broadway ihre Erstaufführung hatten. Die Preisverleihung wurde von der American Broadcasting Company im Fernsehen übertragen.

## Hintergrund
Die Antoinette Perry Awards for Excellence in Theatre, oder besser bekannt als Tony Awards, werden seit 1947 jährlich in zahlreichen Kategorien für herausragende Leistungen bei Broadway-Produktionen und -Aufführungen der letzten Theatersaison vergeben. Zusätzlich werden verschiedene Sonderpreise, z. B. der Regional Theatre Tony Award, verliehen. Benannt ist die Auszeichnung nach Antoinette Perry. Sie war 1940 Mitbegründerin des wiederbelebten und überarbeiteten American Theatre Wing (ATW). Die Preise wurden nach ihrem Tod im Jahr 1946 vom ATW zu ihrem Gedenken gestiftet und werden bei einer jährlichen Zeremonie in New York City überreicht.

## Gewinner und Nominierte

### Theaterstücke
| Kategorie                            | Preisträger                   | Theaterstück                                                   | Nominierungen |
| Bestes Theaterstück                  | Peter Shaffer                 | Equus                                                          | - Short Eyes – Miguel Pinero - Same Time, Next Year – Bernard Slade - Seascape – Edward Albee - Sizwe Banzi Is Dead und The Island – Athol Fugard, John Kani und Winston Ntshona - The National Health – Peter Nichols                                             |
| Bester Hauptdarsteller Theaterstück  | John Kani und Winston Ntshona | Sizwe Banzi Is Dead und The Island als Verschiedene Charaktere | - Jim Dale in Scapino! als Scapino - Peter Firth in Equus als Alan Strang - Henry Fonda in Clarence Darrow als Clarence Darrow - Ben Gazzara in Hughie and Duet als „Erie“ Smith - John Wood in Sherlock Holmes als Sherlock Holmes                                |
| Beste Hauptdarstellerin Theaterstück | Ellen Burstyn                 | Same Time, Next Year als Doris                                 | - Elizabeth Ashley in Cat on a Hot Tin Roof als Maggie Pollitt - Diana Rigg in The Misanthrope als Celimene - Maggie Smith in Private Lives als Amanda Prynne - Liv Ullmann in A Doll’s House als Nora Helmer                                                      |
| Bester Nebendarsteller Theaterstück  | Frank Langella                | Seascape als Leslie                                            | - Larry Blyden in Absurd Person Singular als Sidney - Leonard Frey in The National Health als Barnet - Philip Locke in Sherlock Holmes als Professor Moriarty - George Rose in My Fat Friend als Henry - Dick Anthony Williams in Black Picture Show als Alexander |
| Beste Nebendarstellerin Theaterstück | Rita Moreno                   | The Ritz als Googie Gomez                                      | - Linda Miller in Black Picture Show als Jane - Geraldine Page in Absurd Person Singular als Marion - Carole Shelley in Absurd Person Singular als Jane - Elizabeth Spriggs in London Assurance als Lady Gay Spanker - Frances Sternhagen in Equus als Dora Strang |
| Beste Theaterregie                   | John Dexter                   | Equus                                                          | - Arvin Brown – The National Health - Frank Dunlop – Scapino! - Ronald Eyre – London Assurance - Athol Fugard – Sizwe Banzi Is Dead und The Island - Gene Saks – Same Time, Next Year                                                                              |

### Musicals
| Kategorie                       | Preisträger                                                      | Musical                         | Nominierungen |
| Bestes Musical                  | Charlie Smalls (Musik und Liedtexte) und William F. Brown (Buch) | The Wiz                         | - Mack and Mabel - The Lieutenant - Shenandoah |
| Bester Hauptdarsteller Musical  | John Cullum                                                      | Shenandoah als Charlie Anderson | - Joel Grey in Goodtime Charley als Charley - Raúl Juliá in Where’s Charley? als Charley Wykeham - Eddie Mekka in The Lieutenant als Lieutenant - Robert Preston in Mack and Mabel als Mack Sennett                                                                                   |
| Beste Hauptdarstellerin Musical | Angela Lansbury                                                  | Gypsy als Mama Rose             | - Lola Falana in Doctor Jazz als Edna Mae Sheridan - Bernadette Peters in Mack and Mabel als Mabel Normand - Ann Reinking in Goodtime Charley als Joan of Arc |
| Bester Nebendarsteller Musical  | Ted Ross                                                         | The Wiz als The Cowardly Lion   | - Tom Aldredge in Where’s Charley? als Mr. Spettigue - John Bottoms in Dance with Me als Jimmy Dick II - Doug Henning in The Magic Show als Doug - Gilbert Price in The Night That Made America Famous als Performer - Richard B. Shull in Goodtime Charley als Minguet               |
| Beste Nebendarstellerin Musical | Dee Dee Bridgewater                                              | The Wiz als Glinda              | - Susan Browning in Goodtime Charley als Agnès Sorel - Zan Charisse in Gypsy als Louise - Taina Elg in Where’s Charley? als Donna Lucia D’Alvadorez - Kelly Garrett in The Night That Made America Famous als Verschiedene Charaktere - Donna Theodore in Shenandoah als Ann Anderson |
| Bestes Musicallibretto          | James Lee Barrett, Peter Udell und Philip Rose                   | Shenandoah                      | - Michael Stewart – Mack and Mabel - Gene Curty, Nitra Scharfman und Chuck Strand – The Lieutenant - William F. Brown – The Wiz |
| Beste Originalmusik             | Charlie Smalls (Musik und Liedtexte)                             | The Wiz                         | - A Letter for Queen Victoria – Alan Lloyd (Musik und Liedtexte) - Shenandoah – Gary Geld (Musik) und Peter Udell (Liedtexte) - The Lieutenant – Gene Curty, Nitra Scharfman und Chuck Strand (Musik und Liedtexte)                                                                   |
| Beste Musicalregie              | Geoffrey Holder                                                  | The Wiz                         | - Gower Champion – Mack and Mabel - Grover Dale – The Magic Show - Arthur Laurents – Gypsy |

### Theaterstücke oder Musicals
| Kategorie           | Preisträger         | Theaterstück bzw. Musical | Nominierungen |
| Bestes Bühnenbild   | Carl Toms           | Sherlock Holmes           | - Scott Johnson – Dance with Me - Tanya Moiseiwitsch – The Misanthrope - William Ritman – God’s Favorite - Rouben Ter-Arutunian – Goodtime Charley - Robin Wagner – Mack and Mabel |
| Beste Choreographie | George Faison       | The Wiz                   | - Gower Champion – Mack and Mabel - Donald McKayle – Doctor Jazz - Margo Sappington – Where’s Charley? - Robert Tucker – Shenandoah - Joel Zwick – Dance with Me                   |
| Beste Kostüme       | Geoffrey Holder     | The Wiz                   | - Arthur Boccia – Where’s Charley? - Raoul Pene Du Bois – Doctor Jazz - Willa Kim – Goodtime Charley - Tanya Moiseiwitsch – The Misanthrope - Patricia Zipprodt – Mack and Mabel   |
| Bestes Lichtdesign  | Neil Peter Jampolis | Sherlock Holmes           | - Chip Monk – The Rocky Horror Show - Abe Feder – Goodtime Charley - Andy Phillips – Equus - Thomas Skelton – All God’s Chillun Got Wings - James Tilton – Seascape                |

### Sonderpreise (ohne Wettbewerb)
| Kategorie          | Preisträger   | Grund der Preisverleihung         |
| Special Tony Award | Neil Simon    | Für seine Schauspiele             |
| Special Tony Award | Al Hirschfeld | Für fünfzig Jahre Theatercartoons |

## Statistik

### Mehrfache Nominierungen
- 8 Nominierungen: Mack and Mabel und The Wiz
- 7 Nominierungen: Goodtime Charley
- 6 Nominierungen: Shenandoah
- 5 Nominierungen: Equus und Where’s Charley?
- 4 Nominierungen: The Lieutenant und Sherlock Holmes
- 3 Nominierungen: Absurd Person Singular, Dance with Me, Doctor Jazz, Gypsy, The Island, The Misanthrope, The National Health, Same Time, Next Year, Seascape und Sizwe Banzi Is Dead
- 2 Nominierungen: Black Picture Show, London Assurance, The Magic Show, The Night That Made America Famous und Scapino!

### Mehrfache Gewinne
- 7 Gewinne: The Wiz
- 2 Gewinne: Equus, Shenandoah und Sherlock Holmes